# ألفرد سميث
ألفرد سميث (بالإنجليزية: Al Smith) (12 أكتوبر 1907 بلفيل الولايات المتحدة - 28 أبريل 1977 براونزفيل الولايات المتحدة) هو لاعب كرة قدم أمريكي.

## روابط خارجية
- ألفرد سميث على موقع دوري كرة القاعدة الرئيسي (الإنجليزية)
- ألفرد سميث على موقعبيزبول رفرنس.كوم (الدوري الرئيسي) (الإنجليزية)
- ألفرد سميث على موقعبيزبول رفرنس.كوم (الدوري الثانوي) (الإنجليزية)
- ألفرد سميث على موقع إي إس بي إن.كوم (أم.أل.بي) (الإنجليزية)
- ألفرد سميث على موقع مشجعي الرسوم البيانية (الإنجليزية)